# Liste des chevaliers de l'ordre du Saint-Esprit en exil
 (février 2025).
- Si vous ne connaissez pas le sujet, laissez ce bandeau (vous pouvez alors contacter les auteurs).
- Si vous supprimez le contenu mis en cause (vous pouvez préalablement contacter les auteurs),

argumentez précisément cette suppression dans la page de discussion
(un manque de référence n'est pas un argument ; une recherche réelle de référence doit avoir été effectuée, être formellement documentée).
|                                                   |  |                                                              |
| Collier des chevaliers de l'ordre du Saint-Esprit |  | Collier des commandeurs (prélats) de l'ordre du Saint-Esprit |

L'ordre du Saint-Esprit est un ordre de chevalerie séculier fondé en décembre 1578 par Henri III à Paris.
L'ordre du Saint-Esprit « en exil » prend la suite de l'ordre du Saint-Esprit en 1830.

## Sous Louis de France, dauphin de France puis comte de Marnes
Louis de France, ancien dauphin de France et portant le titre de courtoisie de comte de Marnes, chef de la maison de Bourbon, prétendant aux trônes de France et de Navarre. N'étant pas roi de France, les nominations qu'il fit sont non officielles et de courtoisie.

### Première et dernière promotion (Görtz, 1837)
- François de Bouillé (1779-1853), comte de Bouillé, pair de France et gouverneur du duc de Bordeaux[1].

## Sous Henri d'Artois, comte de Chambord
Henri d'Artois, ancien duc de Bordeaux et portant le titre de courtoisie de comte de Chambord, chef de la maison de Bourbon, prétendant aux trônes de France et de Navarre. N'étant pas roi de France, les nominations qu'il fit sont non officielles et de courtoisie.

### Première promotion (Frohsdorf, 10 novembre 1845)
- Charles de Bourbon-Parme (1823-1854), prince héréditaire de Lucques, depuis duc de Parme, etc. sous le nom de Charles III.

### Seconde promotion (Modène, 15 novembre 1846)
- François V de Modène (1819-1875), duc de Modène, etc[2].
- Ferdinand Charles Victor d'Autriche-Este (1821-1849), archiduc d'Autriche, fils du duc François IV de Modène[2].

### Troisième promotion (date inconnue)
- Robert de Bourbon-Parme (1848-1907), prince héréditaire de Parme, depuis duc de Parme, etc. sous le nom de Robert Ier[1].
- Henri de Bourbon-Parme (1851-1905), prince de Parme, fils de Charles III[1].
- Guillaume Ferdinand de Douhet (1811-1884), comte de Douhet[2].
- Emmanuel de Crussol (1840-1878), duc d’Uzès[2].

### Quatrième et dernière promotion (1871)
- Charles de Bourbon (1848-1909), prétendant au titre d'infant d'Espagne, prétendant au trône d'Espagne, futur prétendant au trône de France[1].
- Ferdinand IV de Toscane (1835-1908), grand-duc déchu de Toscane, archiduc d'Autriche[1].
- Alphonse-Charles de Bourbon (1849-1936), duc de San Jaime, futur prétendant au trône d'Espagne et au trône de France, fils de Jean "III"[2].
- Jacques de Bourbon (1870-1931), futur duc de Madrid, prétendant au trône d'Espagne et au trône de France, fils de Charles "XI"[2].
- Alphonse de Bourbon-Siciles (1841-1934), comte de Caserte, depuis prétendant au trône des Deux-Siciles[3].

À la mort sans descendance du comte de Chambord, une querelle dynastique (toujours d'actualité) a pris forme autour des deux nouveaux prétendants au trône. D'un côté, Philippe d'Orléans, déjà prétendant de la mouvance orléaniste, et Jean de Bourbon, infant déchu d'Espagne.

## Légitimiste

### Sous Jean de Bourbon, comte de Montizón
Jean de Bourbon, ancien infant d'Espagne et portant le titre de courtoisie de comte de Montizón, chef de la maison de Bourbon, prétendant aux trônes de France et de Navarre. N'étant pas roi de France, les nominations qu'il fit sont non officielles et de courtoisie.
- Le prétendant ne fit aucune attribution connue.

### Sous Charles de Bourbon, duc de Madrid
Charles de Bourbon, prétendant au titre d'infant d'Espagne et portant le titre de courtoisie de duc de Madrid, chef de la maison de Bourbon, prétendant aux trônes de France et de Navarre. N'étant pas roi de France, les nominations qu'il fit sont non officielles et de courtoisie.

#### Première promotion (Vienne, 1889)
- Léopold-Salvator d'Autriche-Este (1863-1931), archiduc d'Autriche et prince de Toscane, petit-fils du grand-duc Léopold II de Toscane[2].

#### Seconde promotion (Venise, 1894)
- Alain de Rohan (1853-1914), duc de Montbazon, prince de Rochefort et de Guémené[2].
- Fabrizio Massimo (1868-1944), prince de Roviano[4].

### Sous Jacques de Bourbon, duc d'Anjou et de Madrid
Jacques de Bourbon, prétendant au titre d'infant d'Espagne et portant les titres de courtoisie de duc d'Anjou et de Madrid, chef de la maison de Bourbon, prétendant au trônes de France et de Navarre. N'étant pas roi de France, les nominations qu'il fit sont non officielles et de courtoisie.

#### Première promotion (date inconnue)
- Léopold de Habsbourg-Toscane (1897-1958), archiduc d'Autriche et prince de Toscane, neveu de Jacques "Ier"[2].
- Antoine de Habsbourg-Toscane (1901-1987), archiduc d'Autriche et prince de Toscane, neveu de Jacques "Ier"[2].
- François Joseph de Habsbourg-Toscane (1905-1975), archiduc d'Autriche et prince de Toscane, neveu de Jacques "Ier"[2].
- Charles-Pie de Habsbourg-Toscane (1909-1953), archiduc d'Autriche et prince de Toscane, neveu de Jacques "Ier"[2].
- Albert Alfred du Blaisel, marquis du Blaisel (1875-?)[2].
- Nicolas Petrović-Njegoš (1841-1921), prince souverain puis roi de Monténégro sous le nom de Nicolas Ier [2].

#### Seconde promotion (Frohsdorf, 1910)
- François-Xavier de Bourbon-Parme (1889-1977), prince de Parme, depuis prétendant au trône de Parme, etc. sous le nom de Xavier "Ier"[2].
- Sixte de Bourbon-Parme (1886-1934), prince de Parme[2].

### Quatrième promotion (Frohsdorf, 1920)
- Paul de Yougoslavie (1893-1976), prince de Yougoslavie, depuis régent du même pays[2].

### Cinquième et dernière promotion (Paris, 1931)
- Alphonse de Bourbon (1886-1941), duc de Tolède, ancien roi d'Espagne et futur prétendant au trône de France sous le nom d'Alphonse "Ier"[2].
- Alphonse de Bourbon (1907-1938), prince des Asturies[2][réf. incomplète].
- Jacques-Henri de Bourbon (1908-1975), infant d'Espagne, futur prétendant au trône de France sous le nom d'Henri "VI"[2][réf. incomplète].
- Jean de Bourbon (1913-1993), infant d'Espagne, futur prétendant au trône d'Espagne sous le nom de Juan "III"[2][réf. incomplète].

### Sous Alphonse-Charles de Bourbon, duc de San Jaime
Alphonse-Charles de Bourbon, prétendant au titre d'infant d'Espagne et portant le titre de courtoisie de duc de San Jaime, chef de la maison de Bourbon, prétendant aux trônes de France et de Navarre. N'étant pas roi de France, les nominations qu'il fit sont non officielles et de courtoisie.
- Le prétendant ne fit aucune attribution connue.

### Sous Alphonse de Bourbon, duc de Tolède
Alphonse de Bourbon, ancien roi d'Espagne et portant le titre de courtoisie de duc de Tolède, chef de la maison de Bourbon, prétendant aux trônes de France et de Navarre. N'étant pas roi de France, les nominations qu'il fit sont non officielles et de courtoisie.
- Le prétendant ne fit aucune attribution connue.

### Sous Jacques-Henri de Bourbon, duc d'Anjou et de Ségovie
Jacques-Henri de Bourbon, ancien infant d'Espagne et portant les titres de courtoisie de duc d'Anjou et de Ségovie, chef de la maison de Bourbon, prétendant aux trônes de France et de Navarre. N'étant pas roi de France, les nominations qu'il fit sont non officielles et de courtoisie.

#### Première promotion (Madrid, 1972)
- Alphonse de Bourbon (1936-1989), duc de Bourbon, depuis duc de Cadix et prétendant au trônes de France et de Navarre[2].
- Gonzalve de Bourbon (1937-2000), duc d'Aquitaine, fils de Jacques-Henri dit "Henri VI"[2].
- Jacques de Bauffremont (1922-1920), duc de Bauffremont, prince de Marnay, prince de Carency[2].
- Jean-Héracle de Polignac (1914-1999), duc de Polignac[2].

#### Seconde promotion (1973)
- Maximo Sciolette, marquis Sciolette[2].
- François de Bourbon, duc de Bretagne[2].

### Sous Alphonse de Bourbon, duc d'Anjou et de Cadix
Alphonse de Bourbon, portant le titre de duc de Cadix ainsi que le titre de courtoisie de duc d'Anjou, chef de la maison de Bourbon, prétendant aux trônes de France et de Navarre. N'étant pas roi de France, les nominations qu'il fit sont non officielles et de courtoisie.

#### Première promotion (1974)
- Hervé Pinoteau (1927-2020), baron Pinoteau[2][réf. incomplète].
- Charles-Otto Zieseniss (1914-2000), auteur[2][réf. incomplète].

#### Seconde et dernière promotion (1988)
- Louis de Bourbon (1974), fils de France, depuis duc d'Anjou et prétendant légitimiste aux trônes de France et de Navarre.

### Sous Louis de Bourbon, duc d'Anjou
Louis de Bourbon, portant le titre de courtoisie de duc d'Anjou, chef de la maison de Bourbon, prétendant aux trônes de France et de Navarre. N'étant pas roi de France, les nominations qu'il fera seront non officielles et de courtoisie.

#### Première promotion (Vatican, 5 septembre 2010)
- Louis de Bourbon (2010) [réf. nécessaire]
- Alphonse de Bourbon (2010) [réf. nécessaire]

#### Seconde promotion (Paris, 12 octobre 2024)
- Francisco de Borbón y Escasany (1943-2025)[5]

## Orléaniste

### Philippe d’Orléans, comte de Paris
Philippe d’Orléans, portant le titre de courtoisie de comte de Paris, chef de la maison d’Orléans, prétendant au trônes de France et de Navarre. N'étant pas roi de France, les nominations qu'il fit sont non officielles et de courtoisie.
- Le prétendant ne fit aucune attribution connue

### Philippe d’Orléans, duc d’Orléans
Philippe d’Orléans, portant le titre de courtoisie de duc d’Orléans, chef de la maison d’Orléans, prétendant au trônes de France et de Navarre. N'étant pas roi de France, les nominations qu'il fit sont non officielles et de courtoisie.

#### Plusieurs attributions de dates inconnues
- Ferdinand de Saxe-Cobourg-Gotha (1861-1948), prince souverain puis tsar des Bulgares.

### Jean d’Orléans, duc de Guise
Jean d’Orléans, portant le titre de courtoisie de duc de Guise, chef de la maison d’Orléans, prétendant aux trônes de France et de Navarre. N'étant pas roi de France, les nominations qu'il fit sont non officielles et de courtoisie.
- Le prétendant ne fit aucune attribution connue

### Henri d’Orléans, comte de Paris
Henri d’Orléans, portant le titre de courtoisie de comte de Paris, chef de la maison d’Orléans, prétendant au trônes de France et de Navarre. N'étant pas roi de France, les nominations qu'il fit sont non officielles et de courtoisie.
- Le prétendant ne fit aucune attribution connue

### Jean d’Orléans, comte de Paris
Jean d’Orléans, portant le titre de courtoisie de comte de Paris, chef de la maison d’Orléans, prétendant aux trônes de France et de Navarre. N'étant pas roi de France, les nominations qu'il fera seront non officielles et de courtoisie.
- Le prétendant n’a encore fait aucune attribution connue